# Schleuse Kannenburg
Die Schleuse Kannenburg, umgangssprachlich auch Kannenburger Schleuse genannt, befindet sich bei Kilometer 3,60 der Templiner Gewässer im äußersten Südwesten des Landkreises Uckermark in der Stadt Templin im Norden Brandenburgs. Eine erste Schleuse an der Stelle wurde bereits 1795 errichtet. Zuständig ist das Wasserstraßen- und Schifffahrtsamt Oder-Havel.

## Geschichte
Eine erste umfassende wirtschaftliche Erschließung der Templiner Gewässer erfolgte ab dem Jahr 1745. Die Templiner Gewässer bestehen aus dem Templiner Kanal, auch regional Templiner Wasser genannt, sowie mehreren Seen. Erreichbar ist die Wasserstraße über die Obere Havel-Wasserstraße.

## Bauwerk
Die Erschließung der Templiner Gewässer für die Binnenschifffahrt begann im Jahre 1745. Die erste Schleuse Kannenburg entstand 1795 als einfache Kammerschleuse mit schrägen Wänden, die mit einer Grasfläche bedeckt waren und Faschinen zur Befestigung, ähnlich einer frühen Buschschleuse. 1838 wurde die Schleuse vom 1. August bis Ende Oktober des Jahres umfangreich repariert. 1906 erfolgte ein Neubau der Schleuse Kannenburg, angepasst an das Großfinowmaß mit schrägen Wänden, die mit Steinplatten belegt wurden, gegründet auf einer hölzernen Spundwand. Die Häupter wurden aus Ziegeln errichtet und teilweise mit Naturstein verkleidet. Die Schleuse wurde durch hölzerne Stemmtore verschlossen. Die nutzbare Schleusenlänge betrug zuletzt 41,50 Meter und die Breite 5,30 Meter. Die mittlere Fallhöhe beträgt 1,41 Meter.
Anmerkung: Alle Angaben beziehen sich auf die alte, seit 2017 gesperrte Schleuse.

## Sperrung
Nach der Begutachtung durch die Bundesanstalt für Wasserbau im November 2017 wurde die Schleuse Kannenburg aufgrund irreparabler Schäden an den Holzspundwänden der Schleusenkammer mit sofortiger Wirkung gesperrt. Sie ist die Eingangsschleuse zu den beliebten Templinern Gewässern. Eine ausreichende Standsicherheit könne nicht mehr nachgewiesen werden und durch ein unvorhersehbares, spontanes Versagen könnten in der Schleuse befindliche Boote gefährdet werden. Die Schleuse Kannenburg war seit dem 22. Dezember 2017 bis auf Widerruf für die gesamte Schifffahrt gesperrt.
Im September 2018 war das Neubauvorhaben mit einer Partnerschaftsvereinbarung zwischen der Stadt Templin und dem damaligen Wasserstraßen- und Schifffahrtsamt Eberswalde auf den Weg gebracht worden. Die Kommune realisiert für den Bund den Neubau der Schleuse. Der Bund übernimmt sämtliche Kosten. Grund für diese ungewöhnliche Maßnahme sind nicht genügend eigene Planungskapazitäten. Ende September 2019 begannen erste bauvorbereitende Arbeiten für den Ersatzneubau der Schleuse. Zur Bereitstellung einer Arbeitsebene für Baufahrzeuge wurde die Schleuse teilweise verfüllt und Baustraßen auf dem Schleusengelände wurden angelegt. Die vorbereitenden Baumaßnahmen dauerten etwa zwei Wochen. Ab Mitte Oktober wurden Baugrunderkundungen durchgeführt. Diese dauerten bis Ende des Jahres 2019. Danach folgten Kampfmittelsondierungen durch den Kampfmittelbeseitigungsdienst des Landes Brandenburg. Die Kosten der Verfüllung betrugen rund 100.000 € und wurden vom Bund getragen.

## Schleusenneubau
Da von Seiten der Wasserstraßen- und Schifffahrtsverwaltung des Bundes kurzfristig keine Personalkapazitäten für einen zeitnahen Neubau verfügbar gewesen wären, hatte die Stadt Templin angeboten, Planung und Bauausführung der Schleuse zu übernehmen. Dies geschah im Rahmen einer öffentlich-öffentlichen Partnerschaft. Mit der Planung und Bauausführung der Schleuse soll das Ziel verfolgt werden, die Sperrzeit auf ein Minimum zu reduzieren. Die Wasserstraßen- und Schifffahrtsverwaltung des Bundes trägt die Kosten. Der Neubau ersetzt das alte Bauwerk in den bisherigen Abmessungen an gleicher Stelle und wurde gleichzeitig für den automatisierten Selbstbedienungsbetrieb ausgestattet. Am 18. Oktober 2023 beginnt die Wiederinbetriebnahme mit einem Probebetrieb. Bei der Rekonstruktion der Schleuse handelt es sich um ein Gesamtinvestitionsvolumen von 15 Millionen Euro. Die Ausschreibung erfolgte europaweit.
Die neu errichtete Schleuse Kannenburg ist am Freitag, dem 19. April 2024 in den vollautomatischen Betrieb gegangen, womit die offizielle Eröffnung vollzogen wurde. Die Stadt Templin feierte die Eröffnung mit einer gemeinsamen Bootsfahrt von Politikern und beteiligten Unternehmen. Im vergangenen Oktober lief bereits der Probebetrieb über zwei Wochen lang.

## Karten
- Folke Stender: Redaktion Sportschifffahrtskarten Binnen 2. Nautische Veröffentlichung Verlagsgesellschaft, ISBN 3-926376-10-4.
- W. Ciesla, H. Czesienski, W. Schlomm, K. Senzel, D. Weidner: Schiffahrtskarten der Binnenwasserstraßen der Deutschen Demokratischen Republik 1:10.000. Band 4. Herausgeber: Wasserstraßenaufsichtsamt der DDR, Berlin 1988, OCLC 830889996.